# Fijian Broadcasting Corporation
La Fijian Broadcasting Corporation (littéralement, « Société de radiodiffusion fidjienne ») est une entreprise publique de radiodiffusion aux Fidji. Elle gère six chaînes de radio et trois chaînes de télévision.

## Histoire
Initialement appelé Fiji Broadcasting Commission, ce service est créé en 1954, durant la période coloniale britannique, comme service public de diffusion radiophonique. En 1998, le gouvernement de Sitiveni Rabuka le nomme Island Network Corporation (Société de réseau des îles). En 1999, le gouvernement de Mahendra Chaudhry le renomme Fiji Broadcasting Corporation. En 2019, le gouvernement de Frank Bainimarama change une nouvelle fois son nom, remplaçant le mot Fiji (« des Fidji ») par Fijian (« fidjienne »).

## Organisation
La FBC est dotée d'un comité de direction composé de quatre membres. Son directeur général est longtemps Riyaz Sayed-Khaiyum, frère cadet d'Aiyaz Sayed-Khaiyum, le ministre de la Justice et de facto vice-Premier ministre du pays. Après un changement de gouvernement en décembre 2022, Riyaz Sayed-Khaiyum est limogé par le comité de direction en janvier 2023. Le nouveau Premier ministre Sitiveni Rabuka nomme en janvier 2023 Ajay Bhai Amrit, journaliste et cofondateur du parti Alliance populaire du Premier ministre, président du comité de direction de la FBC,,. Ajay Amrit démissionne de ce poste en septembre 2023 lorsqu'il est nommé haut commissaire (ambassadeur) des Fidji en Australie.

## Chaînes

### Radio
Deux des six chaînes de radio de la FBC sont définies comme des chaînes du service public : Radio Fiji One (en), qui émet en langue fidjienne, et Radio Fiji Two (en), qui émet en hindi des Fidji. Ses quatre autres chaînes sont définies comme commerciales, et diffusent principalement de la musique : Bula FM (en fidjien), Mirchi FM (en hindi), Gold FM (en anglais) et 2Day FM (en anglais). Ces quatre chaînes commerciales génèrent l'essentiel des revenus de la FBC, grâce à la diffusion de publicités,. Radio Fiji One et Radio Fiji Two sont reçues sur l'intégralité du territoire national ; les autres chaînes atteignent environ 94 % du territoire.

### Télévision
La chaîne FBC TV (en) relève du service public et est diffusée en clair. Créée en 2011, elle propose des émissions d'information, des documentaires, des compétitions sportives, des émissions de divertissement, et des séries télévisées achetées à des producteurs étrangers (par exemple : la série australienne Les Voisins),. Depuis 2012, elle inclut une émission quotidienne d'information. Elle diffuse certaines émissions en anglais, d'autres en fidjien et d'autres en hindi, et diffuse les contenus d'Al Jazeera English plusieurs heures par jour. En 2017, quelque 72 % des Fidjiens indiquent que le magazine d'informations quotidiennes de 19h de FBC TV est leur principale source d'informations télévisées. Elle fait ainsi concurrence au réseau Fiji Television (en), entreprise publique commerciale.
La chaîne FBC 2 est inaugurée en 2017 comme chaîne d'information en continu. Elle diffuse à la fois des magazines d'information produits localement, et des émissions d'information produites par Al Jazeera, la Australian Broadcasting Corporation et Russia Today. Enfin, la chaîne FBC Sports diffuse exclusivement des émissions sportives.